# ديفيد كوب (الدراج)
ديفيد كوب (بالألمانية: David Kopp) مواليد 5 يناير 1979 في بون، ألمانيا الغربية، هو دراج ألماني سابق في صنف سباق الدراجات على الطريق. حقق المركز الرابع في سباق طواف فرنسا 2006.

## روابط خارجية
- ديفيد كوب على موقع الاتحاد الدولي للدراجات (الإنجليزية)
- ديفيد كوب على موقع أرشيف الدراجات (الإنجليزية)
- ديفيد كوب على موقع إحصائيات الدراجات الإحترافية (الإنجليزية)
- ديفيد كوب على موقع نسبة الدراجات (الإنجليزية)
- ديفيد كوب على موقع CycleBase (الإنجليزية)